# پترسون (آیداهو)
پترسون (به انگلیسی: Patterson) یک منطقهٔ مسکونی در ایالات متحده آمریکا است که در شهرستان لمی، آیداهو واقع شده‌است. پترسون ۱٬۸۳۸٫۸۸ متر بالاتر از سطح دریا واقع شده‌است.